# ビデオスタジオ83
ビデオスタジオ83は、1980年代に存在したアダルトビデオメーカーである。

## 沿革
1983年3月にレンタルビデオ店としてスタート。同年6月に最初のオリジナル作品を制作した。SMものを中心にマニアックな無審査作品を制作していたが、1986年2月より一般向けAVに路線を変更、石田くみや北川聖良などの有名どころのAV女優も起用した。梁川りおのデビュー作品もこのメーカーで制作されている。無審査ものに対する当局の締め付けが厳しくなったことをうけ、1987年にはビデ倫にも加入したが、同年末には活動を停止した。